# 古河電池
古河電池株式会社（ふるかわでんち、英: The Furukawa Battery Co.,Ltd.）は横浜市保土ケ谷区に本社を置く、古河グループの自動車、航空機、鉄道、宇宙用蓄電池、電源装置などの製造メーカーである。古河電気工業の連結子会社で、東京証券取引所プライム市場に上場している。

## 概要
古河電気工業から独立して設立された。かつては現本社ビル（星川SFビル）に隣接して工場があり、社宅が横浜市瀬谷区瀬谷4丁目にあったが現存しない（現在、工場跡はマンションになっている）。また、現本社ビルは相鉄本線星川駅とペデストリアンデッキで接続している。

## 沿革
- 1914年（大正3年） - 横浜電線製造株式会社（古河電気工業株式会社の前身）が兵庫県尼崎市で鉛蓄電池の製造を開始
- 1937年（昭和12年） - 古河電気工業が電池製作所を横浜市保土ケ谷区へ移転
- 1950年（昭和25年） - 古河電気工業の電池部門が独立し古河電池株式会社として発足
- 1951年（昭和26年） - 米国の電池メーカー、グールド社（現・デュラセル社）と鉛蓄電池の技術援助契約を締結
- 1952年（昭和27年） - 統計的品質管理の実施成果が特に顕著であると認められデミング賞を受賞
- 1960年（昭和35年） - 米国のアルカリ蓄電池メーカー、ソノトーン社と焼結式アルカリ蓄電池の技術援助契約を締結
- 1961年（昭和36年） - 東京証券取引所の市場第二部に株式を上場
- 1970年（昭和45年） - 栃木県今市（現日光市）に自動車用鉛蓄電池工場を建設
- 1972年（昭和47年） - 東京証券取引所の市場第一部に指定替え
- 1978年（昭和53年） - 福島県いわき市に自動車用鉛蓄電池工場を建設
- 1986年（昭和61年） - 今市市針貝地区に二輪車用鉛蓄電池工場及び電源機器用工場を建設
- 1986年（昭和61年） - いわき事業所内にアルカリ蓄電池工場を建設
- 1989年（平成1年） - 横浜本社工場跡地に本社社屋を移転
- 1992年（平成4年） - タイのThe Siam Cement Public Company Ltd.と合弁で、SIAM FURUKAWA CO.,LTD.を設立
- 1993年（平成5年） - いわき事業所内にニッケル・水素電池工場を建設
- 1995年（平成7年） - ISO9001認証取得
- 1999年（平成11年） - ISO14001認証取得
- 2001年（平成13年） - ISO9001・2000年版で全社統合取得
- 2002年（平成14年） - SIAM FURUKAWA CO.,LTD.株式を追加取得し子会社化
- 2002年（平成14年） - 高耐食性合金C21の開発に成功。自動車用鉛蓄電池に適用、販売を開始
- 2003年（平成15年） - 世界初宇宙用リチウムイオン電池の開発に成功し、小惑星探査機「はやぶさ」に搭載
- 2005年（平成17年） - 中国青島亜通達に鉄道車両用アルカリ蓄電池の技術供与
- 2006年（平成18年） - 鉛蓄電池の性能を大幅に改善したウルトラバッテリーを開発
- 2007年（平成19年） - インドのエキサイト社と「二輪車用VRLA電池」に関わる技術援助契約を締結
- 2008年（平成20年） - 風力発電併設蓄電システムの運用開始
- 2010年（平成22年） - 金星探査機「あかつき」にリチウムイオン電池を搭載
- 2011年（平成23年） - 日本政策投資銀行の環境格付審査で、鉛蓄電池業界では初となる最高ランクを取得
- 2013年（平成25年） - インドネシアのINDOMOBILグループと合弁で、PT. FURUKAWA INDOMOBIL BATTERY MANUFACTURINGを設立

## 主要営業品目
鉛蓄電池
自動車用、二輪車用、電動三・四輪車用、鉄道車両用、航空機用、船舶用、産業用、産業用太陽光発電システム、など
アルカリ蓄電池
事務機器・OA機器用、計測機器用、UPS用、人工衛星用、防災機器用、航空機用、など
リチウムイオン電池
ロボット用、ドローン用など
電源装置
直流電源装置、無停電電源装置、など
その他
コンバーター、バッテリーチャージャー、バッテリーテスター、電気工事、電気通信工事、など

### マグボックス
2014年（平成26年）8月、古河電池と凸版印刷の共同で世界初の紙製容器の非常用マグネシウム空気電池を開発した。水や海水を入れるだけで発電し、2つのUSB端子から5ボルトの電気を通電可能。当初は自治体向けにのみ販売する。この発表を受けて古河電池株は3日連続ストップ高となった。

## 主要取引先
- トヨタ自動車
- スズキ
- 本田技研工業
- 富士電機システムズ
- FDK
- 富士通
- KDDI
- 能美防災
- 西日本旅客鉄道
- 東日本旅客鉄道
- 防衛省

## 主要事業所
- 今市事業所（栃木県日光市荊沢字上原）
- いわき事業所（福島県いわき市常磐下船尾町杭出作）
- エフビー工場（栃木県日光市針貝字茅場）

## 関係会社
| 国内関係会社 - 古河電池販売株式会社 - エフビーファイナンス株式会社 - エフビーパッケージ株式会社 - 新潟古河バッテリー株式会社 - 第一技研工業株式会社 - HDホールディングス株式会社 | 海外関係会社 - SIAM FURUKAWA CO.,LTD.（サラブリ） - SIAM FURUKAWA TRADING CO.,LTD.（バンコク） |